# قائمة قرى محافظة أسيوط
قرى محافظة أسيوط هي وحدات سكنية وإدارية صغيرة في محافظة أسيوط في مصر، تجمعها وحدات إدارية أكبر تسمّى بـ المراكز، وقد تدرّج ظهور تلك القرى عبر الزمن لتغيّر المساحة المنزرعة سواء بالنقصان نتيجة انقطاع وصول مياه الري أو الشرب لها أو غرق المنازل في فيضان النيل أو زحف الصحراء أو هدم القرى أثناء الحروب أو الثورات؛ أو بالزيادة نتيجة زيادة السكان أو استصلاح الأراضي.
لذا كانت تُجرى عمليات مساحة للأراضي من آن لآخر في مصر لحصرها وتقدير حجم الخراج الذي يمكن استخلاصه من الأراضي المزروعة تُسمّى بـ الرّوك وتُسجّل فيه مساحات أراضي القرى في الوحدات الإدارية الكبرى المعروفة بالكور ثم بالأعمال، وكيفية توزيع مصارفها.

## قرى تاريخية
القرى التاريخية هي القرى التي ثبُت تواجدها قبل الفتح الإسلامي لمصر أو أثناءه.
| القرية       | المركز    | قبل الفتح                  | الروك الصلاحي | الروك الصلاحي | الروك الناصري | الروك الناصري | التربيع العثماني | التربيع العثماني | تاريخ 1228هـ | تاريخ 1228هـ | ملاحظات                                          |
| القرية       | المركز    | قبل الفتح                  | الاسم         | التبعية       | الاسم         | التبعية       | الاسم            | التبعية          | الاسم        | التبعية      | ملاحظات                                          |
| ------------ | --------- | -------------------------- | ------------- | ------------- | ------------- | ------------- | ---------------- | ---------------- | ------------ | ------------ | ------------------------------------------------ |
| أبو تيج      | أبو تيج   | تابوتيكين Tapothikin       | بو تيج        | الأسيوطية     | بو تيج        | الأسيوطية     | بو تيج           | أسيوط            | أبو تيج      | أسيوط        |                                                  |
| النخيلة      | أبو تيج   | بيشناي Bischnay            | كنيسة طاهر    | الأسيوطية     | الكنيسة       | الأسيوطية     | بيشناي           | أسيوط            | النخيلة      | أسيوط        |                                                  |
| باقور        | أبو تيج   | باخوره Pakhora             | بقور          | الأسيوطية     | بقور          | الأسيوطية     | بقور             | أسيوط            | باقور        | أسيوط        |                                                  |
| أسيوط        | أسيوط     | سيوت Siout                 | أسيوط المدينة | الأسيوطية     | أسيوط         | الأسيوطية     | أسيوط            | أسيوط            | أسيوط        | أسيوط        |                                                  |
| ريفا         | أسيوط     | إريبي Eribe                | ريفه          | الأسيوطية     | ريفه          | الأسيوطية     | ريفه             | أسيوط            | ريفا         | أسيوط        |                                                  |
| شطب          | أسيوط     | شوتب Chotp                 | شُطب           | الأسيوطية     | شطب           | الأسيوطية     | شطب              | أسيوط            | شطب          | أسيوط        | كانت شطب قاعدة إحدى كور مصر القديمة.             |
| منقباد       | أسيوط     | مانكابوت Mankapot          | منقباط        | المنفلوطية    | منقباط        | المنفلوطية    | منقباط           | المنفلوطية       | منقباد       | أسيوط        |                                                  |
| البداري      | البداري   | بادارنوس Badarnos          | بردنيس        | الأشمونين     | بردنيس        | الأشمونين     | البداري          | المنفلوطية       | البداري      | أسيوط        |                                                  |
| العتمانية    | البداري   | كو Koou                    | قاو الخراب    | الأشمونين     | قاو الخراب    | الأشمونين     | قاو الخراب       | المنفلوطية       | قاو الشرق    | أسيوط        | في سنة 1259هـ/1843م، تغير الاسم إلى «العتمانية». |
| القوصية      | القوصية   | كوسكام Qusqam              | قوص قام       | الأشمونين     | القوصية       | الأشمونين     | القوصية          | المنفلوطية       | القوصية      | أسيوط        |                                                  |
| مير          | القوصية   | ميرويت Meroeit             | مير           | الأشمونين     | مير           | الأشمونين     | مير              | المنفلوطية       | مير          | أسيوط        |                                                  |
| أمشول        | ديروط     | جينلاه Ginilah             | أمشول         | الأشمونين     | أمشول         | الأشمونين     | أمشول            | الأشمونين        | أمشول        | أسيوط        |                                                  |
| باويط        | ديروط     | بشج-إبوهه Peschg-Epohe     | كفر باويط     | الأشمونين     | باويط         | الأشمونين     | باويط            | الأشمونين        | باويط        | أسيوط        |                                                  |
| ببلاو        | ديروط     | بيبليو Pepleu              | ببلاو         | الأشمونين     | ببلاو         | الأشمونين     | ببلاو            | الأشمونين        | ببلاو        | أسيوط        |                                                  |
| ديروط الشريف | ديروط     | تيروت ساربان Terot Saraban | دروط سربام    | الأشمونين     | دروة سربام    | المنفلوطية    | دروة سربام       | المنفلوطية       | ديروط الشريف | أسيوط        |                                                  |
| ساو          | ديروط     | هات نتر ساو Hat ntr Saou   | ساو           | الأشمونين     | ساو           | الأشمونين     | ساو الشرقية      | الأشمونين        | ساو          | أسيوط        |                                                  |
| بويط         | ساحل سليم | بويت Bouit                 | أبويط         | الأسيوطية     | أبويط         | الأسيوطية     | أبويط            | أسيوط            | بويط         | أسيوط        |                                                  |
| منفلوط       | منفلوط    | مانبلوت Manbalout          | منفلوط        | المنفلوطية    | منفلوط        | المنفلوطية    | منفلوط           | المنفلوطية       | منفلوط       | أسيوط        |                                                  |

## قرى الروك الصلاحي
قرى الروك الصلاحي هي القرى الباقية إلى اليوم، والتي ثبت تواجدها في وقت الروك الصلاحي الذي أجراه السلطان الأيوبي صلاح الدين يوسف بن أيوب سنة 572هـ/1177م، ونقل الأسعد بن مماتي أسمائها في كتابه قوانين الدواوين.
| القرية           | المركز    | الروك الصلاحي | الروك الصلاحي | الروك الناصري     | الروك الناصري | التربيع العثماني  | التربيع العثماني | تاريخ 1228هـ     | تاريخ 1228هـ | ملاحظات |
| القرية           | المركز    | الاسم         | التبعية       | الاسم             | التبعية       | الاسم             | التبعية          | الاسم            | التبعية      | ملاحظات |
| ---------------- | --------- | ------------- | ------------- | ----------------- | ------------- | ----------------- | ---------------- | ---------------- | ------------ | --- |
| الحمام           | أبنوب     | الخصوص        | الأسيوطية     | الخصوص            | الأسيوطية     | الخصوص            | أسيوط            | الحمام           | أسيوط        | |
| المعابدة الغربية | أبنوب     | طهنهور        | الأسيوطية     | طهنهور            | الأسيوطية     | بني معبد          | أسيوط            | المعابدة الغربية | أسيوط        | في نهاية العصر العثماني، صارت تُعرف باسم «المعابدة»، وفي سنة 1230هـ/1815م قُسّمت القرية إلى قسمين. صار القسم القديم يعرف بـ «المعابدة الغربية»، والحديث بـ «المعابدة الشرقية». |
| شقلقيل           | أبنوب     | شقلقيل        | الأسيوطية     | شقلقيل            | الأسيوطية     | شقلقيل            | أسيوط            | شقلقيل           | أسيوط        | |
| المطيعة          | أسيوط     | القطيعة       | الأسيوطية     | القطيعة           | الأسيوطية     | القطيعة           | أسيوط            | المطيعة          | أسيوط        | |
| درنكة            | أسيوط     | أدرنكة        | الأسيوطية     | ادرنكة            | الأسيوطية     | ادرنكة            | أسيوط            | درنكة            | أسيوط        | |
| قرقارص           | أسيوط     | قلقارس        | الأسيوطية     | قُلقارس            | الأسيوطية     | قلقارس            | أسيوط            | قرقارص           | أسيوط        | |
| موشا             | أسيوط     | موشه          | الأسيوطية     | موشه              | الأسيوطية     | موشه              | أسيوط            | موشا             | أسيوط        | |
| دير الجنادلة     | الغنايم   | دير بو مقروفة | الأسيوطية     | دير أبي مقروفة    | الأسيوطية     | دير الجنادلة      | أسيوط            | دير الجنادلة     | أسيوط        | |
| عرامية الديوان   | القوصية   | العرامية      | الأشمونين     | العرامية          | الأشمونين     | العرامية          | الأشمونين        | عرامية الديوان   | أسيوط        | |
| فزارة            | القوصية   | بلهمه         | الأشمونين     | بلهمه             | الأشمونين     | بلهمه             | الأشمونين        | فزارة            | أسيوط        | |
| أبو الهدر        | ديروط     | بو الهدر      | الأشمونين     | أبو الهُدر         | الأشمونين     | أبو الهدر         | الأشمونين        | أبو الهدر        | أسيوط        | |
| الرياض           | ديروط     | السقاية       | الأشمونين     | سقاوه             | الأشمونين     | سقاوة الكبرى      | الأشمونين        | نزلة باويط       | أسيوط        | تغير اسم القرية حديثًا إلى «الرياض». |
| المناشي          | ديروط     | المطاولات     | الأشمونين     | المطاولات         | الأشمونين     | المطاولات         | الأشمونين        | المناشي          | أسيوط        | |
| بانوب ظهر الجمل  | ديروط     | بانوب         | الأشمونين     | بانوب وظهر الجمال | الأشمونين     | بانوب وظهر الجمال | الأشمونين        | بانوب ظهر الجمل  | أسيوط        | |
| دشلوط            | ديروط     | دشلوط         | الأشمونين     | دشلوط             | الأشمونين     | دشلوط             | الأشمونين        | دشلوط            | أسيوط        | |
| سرقنا            | ديروط     | سرقنا         | الأشمونين     | سرقنا             | الأشمونين     | سرقنا             | الأشمونين        | سرقنا            | أسيوط        | |
| صنبو             | ديروط     | سنبو          | الأشمونين     | سنبو              | الأشمونين     | سنبو              | الأشمونين        | صنبو             | أسيوط        | |
| عواجة            | ديروط     | نواجه         | الأشمونين     | نواجه             | الأشمونين     | نواجه             | الأشمونين        | عواجة            | أسيوط        | |
| كودية مبارك      | ديروط     | الكُدية        | الأشمونين     | الكُدية            | الأشمونين     | الكودية           | الأشمونين        | كودية الإسلام    | أسيوط        | |
| مسارة            | ديروط     | ميساره        | الأشمونين     | ميساره            | الأشمونين     | ميسارة            | الأشمونين        | مسارة            | أسيوط        | |
| العفادرة         | ساحل سليم | جزاير إبويط   | الأسيوطية     | جزاير إبويط       | الأسيوطية     | جزاير إبويط       | أسيوط            | العفادرة         | أسيوط        | |
| صدفا             | صدفا      | سدفه          | الأسيوطية     | سدفه              | الأسيوطية     | سدفا              | أسيوط            | صدفا             | أسيوط        | |

## قرى الروك الناصري
قرى الروك الناصري هي القرى الباقية إلى اليوم، والتي استُحدثت بعد الروك الصلاحي، وقبل الروك الناصري الذي أجراه السلطان المملوكي الناصر محمد بن قلاوون سنة 715هـ/1315م، ونقل ابن الجيعان أسمائها في كتابه «التحفة السنية بأسماء البلاد المصرية».
| القرية      | المركز    | الروك الناصري | الروك الناصري | التربيع العثماني | التربيع العثماني | تاريخ 1228هـ | تاريخ 1228هـ | ملاحظات |
| القرية      | المركز    | الاسم         | التبعية       | الاسم            | التبعية          | الاسم        | التبعية      | ملاحظات |
| ----------- | --------- | ------------- | ------------- | ---------------- | ---------------- | ------------ | ------------ | --- |
| دوينة       | أبو تيج   | طوخ بكريمه    | الأسيوطية     | دوينه            | أسيوط            | دوينه        | أسيوط        | |
| بني حسين    | أسيوط     | كوم بني حسين  | المنفلوطية    | بني حسين الأشراف | المنفلوطية       | بني حسين     | أسيوط        | |
| سلام        | أسيوط     | سلام          | المنفلوطية    | سلام             | المنفلوطية       | سلام         | أسيوط        | |
| التمساحية   | القوصية   | التمساحية     | المنفلوطية    | التمساحية        | المنفلوطية       | التمساحية    | أسيوط        | |
| بلوط        | القوصية   | بلوط          | المنفلوطية    | بلوط             | المنفلوطية       | بلوط         | أسيوط        | |
| بني زيد بوق | القوصية   | كوم بني زيد   | المنفلوطية    | بني زيد          | المنفلوطية       | بني زيد بوق  | أسيوط        | |
| بوق         | القوصية   | بوق بني زيد   | المنفلوطية    | بوق              | المنفلوطية       | بوق          | أسيوط        | |
| نزلة الملك  | ساحل سليم | المِلْك         | الأخميمية     | الملك            | أسيوط            | الملك        | أسيوط        | في سنة 1230هـ/1815م، توزعت أراضي ناحية «المِلْك» على نواحي ساحل سليم والشامية والخوالد والعونة، ثم أعيد تكوينها سنة 1350هـ/1931م بفصل بعض أراضي ناحية ساحل سليم تحت اسم «نزلة الملك». |
| أم القصور   | منفلوط    | أم القصور     | المنفلوطية    | أم القصور        | المنفلوطية       | أم القصور    | أسيوط        | |
| كوم الشهيد  | منفلوط    | منية النصارى  | المنفلوطية    | منية النصارى     | المنفلوطية       | كوم الشهيد   | أسيوط        | |

## قرى العصر العثماني
قرى العصر العثماني هي القرى الباقية إلى اليوم، والتي استُحدثت في نهاية العصر المملوكي أو بعد التربيع العثماني الذي أجراه سليمان باشا الخادم والي مصر في عهد السلطان العثماني سليمان القانوني سنة 933هـ/1527م.
| القرية            | المركز    | التربيع العثماني    | التربيع العثماني | تاريخ 1228هـ    | تاريخ 1228هـ | ملاحظات |
| القرية            | المركز    | الاسم               | التبعية          | الاسم           | التبعية      | ملاحظات |
| ----------------- | --------- | ------------------- | ---------------- | --------------- | ------------ | --- |
| أبنوب             | أبنوب     | أبنوب النصارى       | أسيوط            | أبنوب الحمّام    | أسيوط        | فُصلت عن ناحية الخصوص في التربيع العثماني، واختصر الاسم إلى «أبنوب» سنة 1259هـ/1843م. |
| السوالم البحرية   | أبنوب     | السوالم             | أسيوط            | السوالم البحرية | أسيوط        | فُصلت عن ناحية الخصوص في العصر العثماني. |
| بني إبراهيم       | أبنوب     | بني إبراهيم         | أسيوط            | بني إبراهيم     | أسيوط        | فُصلت عن ناحية الخصوص في العصر العثماني. |
| كوم أبو شيل       | أبنوب     | كوم أبو شهيل        | أسيوط            | كوم أبو شيل     | أسيوط        | فُصلت عن ناحية الخصوص في العصر العثماني. |
| الزرابي           | أبو تيج   | الزرابي             | أسيوط            | الزرابي         | أسيوط        | فُصلت عن ناحية أبو مقروفة في العصر العثماني. |
| بني سميع          | أبو تيج   | بني سميع            | أسيوط            | بني سميع        | أسيوط        | فُصلت عن ناحية دوينة في العصر العثماني. |
| الحساني           | أسيوط     | الحساني             | المنفلوطية       | الحساني         | أسيوط        | فُصلت عن بني حسين في العصر العثماني. |
| الزاوية           | أسيوط     | الزاوية تبع أسيوط   | أسيوط            | زاوية الشيخ     | أسيوط        | أنشأها الشيخ أبو بكر الشاذلي في زمام ناحية ريفه في العصر العثماني، وتُعرف اختصارًا بالزاوية. |
| العدر             | أسيوط     | العدر               | أسيوط            | العدر           | أسيوط        | فُصلت عن ناحية سلام في العصر العثماني. |
| الهدايا           | أسيوط     | الهدايا             | أسيوط            | الهدايا         | أسيوط        | فُصلت عن ناحية منقباد في العصر العثماني. |
| أولاد رايق        | أسيوط     | أولاد رايق          | المنفلوطية       | أولاد رايق      | أسيوط        | فُصلت عن ناحية بني حسين في العصر العثماني. |
| بني غالب          | أسيوط     | بني غالب            | أسيوط            | بني غالب        | أسيوط        | فُصلت عن ناحية منقباد في العصر العثماني. |
| علوان             | أسيوط     | علوان               | أسيوط            | علوان           | أسيوط        | فُصلت عن ناحية منقباد في العصر العثماني. |
| مسرع              | أسيوط     | مسرع                | المنفلوطية       | مسرع            | أسيوط        | فُصلت عن ناحية بني حسين في العصر العثماني. |
| المشايعة          | الغنايم   | المشايعة            | أسيوط            | المشايعة        | أسيوط        | فُصلت عن ناحية أبو مقروفة في العصر العثماني. |
| الأكراد           | الفتح     | الأكراد             | أسيوط            | الأكراد         | أسيوط        | فُصلت عن ناحية الخصوص في العصر العثماني. |
| الطوابية          | الفتح     | جزيرة الطوابية      | أسيوط            | الطوابية        | أسيوط        | فُصلت عن ناحية الخصوص في التربيع العثماني. |
| الفيما            | الفتح     | الفيمية             | أسيوط            | الفيما          | أسيوط        | فُصلت عن ناحية الخصوص في العصر العثماني. |
| المعصرة           | الفتح     | المعصرة             | أسيوط            | المعصرة شرق     | أسيوط        | فُصلت عن ناحية الخصوص في العصر العثماني، واختصر اسمها إلى «المعصرة» سنة 1259هـ/1843م. |
| الواسطى           | الفتح     | الوسطى              | أسيوط            | الوسطى          | أسيوط        | فُصلت عن ناحية المعصرة في التربيع العثماني. |
| بني زيد           | الفتح     | بني زيد الشرقي      | أسيوط            | بني زيد         | أسيوط        | فُصلت عن ناحية الخصوص في العصر العثماني. |
| بني عليج          | الفتح     | بني عليج            | أسيوط            | بني عليج        | أسيوط        | فُصلت عن ناحية الخصوص في العصر العثماني. |
| بني مر            | الفتح     | بني مُر              | أسيوط            | بني مر          | أسيوط        | فُصلت عن ناحية الخصوص في العصر العثماني. |
| أبو خليل          | القوصية   | أبو خليل            | المنفلوطية       | أبو خليل        | أسيوط        | فُصلت عن ناحية بلوط في العهد العثماني. |
| الأنصار           | القوصية   | كفر الأنصار         | المنفلوطية       | الأنصار         | أسيوط        | فُصلت عن ناحية مير في التربيع العثماني. |
| التتالية          | القوصية   | التيتلية            | المنفلوطية       | التتالية        | أسيوط        | فُصلت عن ناحية بلوط في التربيع العثماني. |
| السراقنا          | القوصية   | كفر السراقنة        | المنفلوطية       | السراقنا        | أسيوط        | فُصلت عن ناحية مير في العصر العثماني. |
| الصبحة            | القوصية   | كوم صباح            | الأشمونين        | الصبحة          | أسيوط        | فُصلت عن ناحية العرّامية في العصر العثماني. |
| المنشأة الكبرى    | القوصية   | المنشأة             | المنفلوطية       | المنشأة الكبرى  | أسيوط        | فُصلت عن ناحية التمساحية في العصر العثماني. |
| بني صالح          | القوصية   | كفر بني صالح        | المنفلوطية       | بني صالح        | أسيوط        | فُصلت عن ناحية مير في العصر العثماني. |
| بني يحيى قبلي     | القوصية   | كفر بني يحيى        | المنفلوطية       | بني يحيى قبلي   | أسيوط        | فُصلت عن ناحية بني زيد بوق في العصر العثماني. |
| تناغة             | القوصية   | تناغة               | المنفلوطية       | تناغة           | أسيوط        | فُصلت عن ناحية القوصية في العصر العثماني. |
| رزقة الدير المحرق | القوصية   | دير أبو محروقة      | المنفلوطية       | الدير المحرق    | أسيوط        | فُصلت عن ناحية القوصية في العصر العثماني، وتغير اسمها إلى «رزقة الدير المحرق» سنة 1315هـ/1897م. |
| المندرة بحري      | ديروط     | المنظرة             | الأشمونين        | المندرة بحري    | أسيوط        | فُصلت عن ناحية ببلاو في التربيع العثماني. |
| النهاية           | ديروط     | النهاية             | الأشمونين        | النهاية         | أسيوط        | فُصلت عن ناحية الكودية في التربيع العثماني. |
| بني يحيى بحري     | ديروط     | كفر بني يحيى        | الأشمونين        | بني يحيى بحري   | أسيوط        | فُصلت عن ديروط الشريف في العهد العثماني. |
| جرف سرحان         | ديروط     | جرف سرحان           | الأشمونين        | جرف سرحان       | أسيوط        | فُصلت عن ناحية بني عمران الترس في التربيع العثماني. |
| قصر حيدر          | ديروط     | قصر حيدر            | الأشمونين        | قصر حيدر        | أسيوط        | فُصلت عن ناحية بني عمران قلانس في العصر العثماني. |
| كوم أنجاشة        | ديروط     | كوم إنجاشة          | الأشمونين        | كوم إنجاشة      | أسيوط        | فُصلت عن ناحية باويط في التربيع العثماني. |
| نزلة ساو          | ديروط     | ساو الغربية         | الأشمونين        | نزلة ساو        | أسيوط        | فُصلت عن ناحية ساو في التربيع العثماني. |
| الخوالد           | ساحل سليم | بني خالد            | أسيوط            | الخوالد         | أسيوط        | فُصلت عن ناحية نزلة الملك سنة 1230هـ/1815م. |
| العونة            | ساحل سليم | العونة              | أسيوط            | العونة          | أسيوط        | فُصلت عن ناحية نزلة الملك في العصر العثماني. |
| ساحل سليم         | ساحل سليم | ساحل سليم           | أسيوط            | الساحل          | أسيوط        | فُصلت عن ناحية نزلة الملك في العصر العثماني. |
| كوم سعيد الغربي   | صدفا      | كوم سعيد            | أسيوط            | كوم سعيد        | أسيوط        | فُصلت عن ناحية طما في العصر العثماني، وتغير اسمها إلى «كوم سعيد الغربي» سنة 1322هـ/1904م. |
| الجاولي           | منفلوط    | الكرمانية والجاولية | المنفلوطية       | الجاولي         | أسيوط        | |
| الحواتكة          | منفلوط    | جزيرة الحواتكة      | المنفلوطية       | الحواتكة        | أسيوط        | فُصلت عن ناحية جمريس في التربيع العثماني. |
| العتامنة          | منفلوط    | العثامنة            | المنفلوطية       | العتامنة        | أسيوط        | فُصلت عن ناحية منفلوط في التربيع العثماني. |
| المندرة قبلي      | منفلوط    | المنظرة             | المنفلوطية       | المندرة قبلي    | أسيوط        | فُصلت عن ناحية منفلوط في العصر العثماني. |
| بني رافع          | منفلوط    | بني رافع            | المنفلوطية       | بني رافع        | أسيوط        | فُصلت عن ناحية بلوط في العصر العثماني. |
| بني شعران         | منفلوط    | بني شعران           | المنفلوطية       | بني شعران       | أسيوط        | فُصلت عن ناحية بلوط في العصر العثماني. |
| بني شقير          | منفلوط    | بني شقير            | المنفلوطية       | بني شقير        | أسيوط        | |
| بني عديات         | منفلوط    | بني عدي             | المنفلوطية       | بني عدي البحرية | أسيوط        | فُصلت «بني عدي» عن ناحية منفلوط في العصر العثماني، ثم قُسّمت سنة 1230هـ/1815م إلى «بني عدي البحرية» و«بني عدي القبلية»، وفي العام التالي فُصلت عن «بني عدي» ناحية ثالثة باسم «بني عدي الوسطانية»، وقد جُمعت البلدات الثلاث حديثًا باسم «بني عديات». |
| جحدم              | منفلوط    | مرج جحدم            | المنفلوطية       | جحدم            | أسيوط        | فُصلت عن ناحية بني حسين في العصر العثماني. |
| سراوة             | منفلوط    | سراوة               | المنفلوطية       | سراوة           | أسيوط        | فُصلت عن ناحية منفلوط في العصر العثماني. |
| سكرة              | منفلوط    | سكرة                | المنفلوطية       | سكرة            | أسيوط        | فُصلت عن ناحية بني حسين في العصر العثماني. |
| نزة قرار          | منفلوط    | نزة القرار          | المنفلوطية       | نزة قرار        | أسيوط        | فُصلت عن ناحية منفلوط في العصر العثماني. |

## قرى عصر الأسرة العلوية
قرى العصر العلوي هي القرى الباقية إلى اليوم، والتي استُحدثت في عهد أسرة محمد علي باشا الذي أمر سنة 1227هـ/1812م بفكّ زمام القطر المصري، وعمل مسح جديد للأراضي، وتسجيلها في ديوان جديد عُرف بـ تاريخ 1228هـ.
| القرية                 | المركز    | ملاحظات |
| ---------------------- | --------- | --- |
| العوامر                | أبنوب     | فُصلت عن ناحية عرب مطير سنة 1344هـ/1925م. |
| المعابدة الشرقية       | أبنوب     | فُصلت عن ناحية المعابدة سنة 1230هـ/1815م. |
| بني محمديات            | أبنوب     | في العصر العثماني، فُصلت عن ناحية الخصوص ناحية باسم «بني محمد الشهابية». كما فُصلت عن ناحية الخصوص أيضًا ناحية أخرى باسم «جرف الشيخ خير»، عُرفت تلك الناحية لاحقًا في سنة 1230هـ/1815م باسم «بني محمد المراونة». وفي سنة 1230هـ/1815م، انفصلت عن بني محمد الشهابية ناحية جديدة باسم «بني محمد العُقب»، وبسبب تداخل تلك النواحي سويًّا، جُمعت معًا في ناحية واحدة سنة 1324هـ/1906م باسم «بني محمديات». |
| جزيرة بهيج             | أبنوب     | فُصلت عن ناحية بهيج سنة 1337هـ/1918م. |
| دير الجبراوي           | أبنوب     | فُصلت عن ناحية السوالم البحرية سنة 1278هـ/1862م. |
| دير شو                 | أبنوب     | فُصلت عن ناحية أبنوب سنة 1317هـ/1899م. |
| سوالم أبنوب            | أبنوب     | فُصلت عن ناحية أبنوب سنة 1230هـ/1815م. |
| عرب الشنابلة           | أبنوب     | فُصلت عن ناحية شقلقيل سنة 1278هـ/1862م. |
| عرب العطيات البحرية    | أبنوب     | فُصلت عن ناحية شقلقيل سنة 1278هـ/1862م. |
| كوم المنصورة           | أبنوب     | فُصلت عن ناحية بني محمديات سنة 1337هـ/1918م. |
| نزلة القداديح          | أبنوب     | فُصلت عن ناحية بني إبراهيم سنة 1317هـ/1899م. |
| أبو خرص                | أبو تيج   | فُصلت عن ناحية أبو تيج سنة 1230هـ/1815م. |
| الأقادمة               | أبو تيج   | فُصلت عن ناحية دوينة سنة 1230هـ/1815م. |
| البلايزة               | أبو تيج   | فُصلت عن ناحية دوينة سنة 1230هـ/1815م. |
| الزيرة                 | أبو تيج   | فُصلت عن ناحية دوينة سنة 1230هـ/1815م. |
| المسعودي               | أبو تيج   | فُصلت عن ناحية أبو تيج سنة 1230هـ/1815م. |
| دكران                  | أبو تيج   | فُصلت عن ناحية الزرابي سنة 1230هـ/1815م. |
| نزلة باقور             | أبو تيج   | فُصلت عن ناحية باقور سنة 1259هـ/1843م. |
| البورة                 | أسيوط     | فُصلت عن ناحية منقباد سنة 1230هـ/1815م. |
| الشغبة                 | أسيوط     | فُصلت عن ناحية شطب سنة 1230هـ/1815م. |
| النمايسة               | أسيوط     | فُصلت عن ناحية شطب سنة 1278هـ/1862م. |
| أولاد إبراهيم          | أسيوط     | فُصلت عن ناحية شطب سنة 1278هـ/1862م. |
| بهيج                   | أسيوط     | فُصلت عن ناحية سلام سنة 1230هـ/1815م. |
| دير درنكة              | أسيوط     | فُصلت عن ناحية درنكة سنة 1334هـ/1931م. |
| نجع العيساوية          | أسيوط     | فُصلت عن ناحية نجوع بني حسين سنة 1360هـ/1941م. |
| نجع سبع                | أسيوط     | فُصلت عن ناحية بني حسين سنة 1230هـ/1815م باسم «نجع لبو»، ثم تغير الاسم إلى «نجع سبع» سنة 1353هـ/1934م. |
| نجع عبد الرسول         | أسيوط     | فُصلت عن ناحية نجع سبع سنة 1346هـ/1927م. |
| نجوع بني حسين          | أسيوط     | فُصلت عن ناحية بني حسين سنة 1259هـ/1843م. |
| نزلة عبد الله          | أسيوط     | فُصلت عن ناحية أولاد إبراهيم سنة 1354هـ/1935م. |
| البياضية               | البداري   | فُصلت عن ناحية العقال سنة 1230هـ/1815م. |
| الشيخ عتمان            | البداري   | فُصلت عن ناحية العقال سنة 1275هـ/1859م. |
| العقال بحري            | البداري   | فُصلت عن ناحية العقال سنة 1259هـ/1843م. |
| العقال قبلي            | البداري   | فُصلت عن ناحية البداري سنة 1230هـ/1815م باسم «العقال»، وبعد انفصال ناحية «العقال بحري» سنة 1259هـ/1843م صارت البلدة القديمة تُعرف بـ «العقال قبلي». |
| الكوم الأحمر           | البداري   | فُصلت عن ناحية البدراي سنة 1278هـ/1862م. |
| المراونة               | البداري   | فُصلت عن ناحية النواميس سنة 1279هـ/1863م. |
| النواميس               | البداري   | فُصلت عن ناحية بويط سنة 1230هـ/1815م. |
| النواورة               | البداري   | فُصلت عن ناحية قاو الشرق سنة 1259هـ/1843م. |
| الهمامية               | البداري   | فُصلت عن ناحية قاو الشرق سنة 1259هـ/1843م باسم «نزلة همام»، ثم تغير الاسم إلى «الهمامية» سنة 1281هـ/1865م. |
| طعمة                   | البداري   | فُصلت عن ناحية بويط سنة 1230هـ/1815م. |
| عزبة الأقباط           | البداري   | فُصلت عن ناحية قاو الشرق سنة 1259هـ/1843م. |
| كوم سعدة               | البداري   | فُصلت عن ناحية البداري سنة 1278هـ/1862م. |
| منشأة العقال           | البداري   | فُصلت عن ناحية العقال بحري سنة 1345هـ/1926م باسم «الفاروقية»، ثم تغير اسمها في العصر الجمهوري إلى «منشأة العقال». |
| منشأة همام             | البداري   | فُصلت عن ناحية العفادرة سنة 1363هـ/1944م. |
| نجع جزيرة قاو          | البداري   | فُصلت عن ناحية العتمانية سنة 1326هـ/1908م. |
| نجوع المعادي           | البداري   | فُصلت عن ناحية العتمانية سنة 1326هـ/1908م. |
| العامري                | الغنايم   | فُصلت عن ناحية المشايعة سنة 1230هـ/1815م. |
| العزايزة               | الغنايم   | فُصلت عن ناحية المشايعة سنة 1230هـ/1815م. |
| الغنايم                | الغنايم   | فُصلت عن ناحية المشايعة سنة 1230هـ/1815م باسم «الغنايم»، ثم انقسمت سنة 1336هـ/1917م إلى قسمين «الغنايم بحري» و«الغنايم قبلي»، وفي سنة 1357هـ/1938م فُصلت ناحيتين جديدتين من «الغنايم بحري» باسم «الغنايم الشرقية» و«الغنايم الغربية». وحديثًا، جُمعت النواحي الأربع في كيان واحد تحت اسم «مدينة الغنايم».                                                                                       |
| المشايعة قبلي          | الغنايم   | فُصلت عن ناحية المشايعة سنة 1359هـ/1940م. |
| نزلة القديم            | الغنايم   | فُصلت عن ناحية العزايزة سنة 1277هـ/1861م. |
| نزلة أولاد محمد        | الغنايم   | فُصلت عن ناحية الغنايم الشرقية سنة 1336هـ/1917م. |
| القصر                  | الفتح     | فُصلت عن ناحية الفيما سنة 1230هـ/1815م. |
| القوطا                 | الفتح     | فُصلت عن ناحية الفيما سنة 1230هـ/1815م. |
| أولاد بدر              | الفتح     | فُصلت عن ناحية الفيما سنة 1230هـ/1815م. |
| أولاد سراج             | الفتح     | فُصلت عن ناحية المعصرة سنة 1230هـ/1815م. |
| بصرة                   | الفتح     | فُصلت عن ناحية المعصرة سنة 1230هـ/1815م. |
| بني طالب               | الفتح     | فُصلت عن ناحية المعصرة سنة 1230هـ/1815م باسم «الجمسا»، ثم تغير الاسم سنة 1349هـ/1930م إلى «بني طالب». |
| دير بصرة               | الفتح     | فُصلت عن ناحية بصرة سنة 1230هـ/1815م. |
| عرب الأطاولة           | الفتح     | فُصلت عن ناحية بني عليج سنة 1230هـ/1815م. |
| عرب مطير               | الفتح     | فُصلت عن ناحية بني عليج سنة 1230هـ/1815م باسم «عرب هتيم»، ثم تغير الاسم إلى «عرب مطير» سنة 1324هـ/1906م. |
| منشأة المعصرة          | الفتح     | فُصلت عن ناحية المعصرة سنة 1278هـ/1862م. |
| نزلة العصارة           | الفتح     | فُصلت عن ناحيتي الأطاولة وبني عليج سنة 1317هـ/1899م. |
| الحبالصة               | القوصية   | فُصلت عن ناحية مير سنة 1278هـ/1862م. |
| الحرادنة               | القوصية   | فُصلت عن ناحية القوصية سنة 1263هـ/1847م. |
| الشيخ داود             | القوصية   | فُصلت عن ناحية القوصية سنة 1237هـ/1822م. |
| الشيخ عون الله         | القوصية   | فُصلت عن ناحية القوصية سنة 1237هـ/1822م. |
| المنشأة الصغرى         | القوصية   | فُصلت عن ناحية التمساحية سنة 1259هـ/1843م. |
| بني إدريس              | القوصية   | فُصلت عن ناحية القوصية سنة 1230هـ/1815م. |
| بني قرة                | القوصية   | فُصلت عن ناحية أم القصور سنة 1230هـ/1815م. |
| دير القصير             | القوصية   | فُصلت عن ناحية بني عمران سنة 1230هـ/1815م باسم «الدير والقصير»، ثم تغير الاسم سنة 1236هـ/1821م إلى «دير القصير». |
| عنك                    | القوصية   | فُصلت عن ناحية مير سنة 1281هـ/1865م باسم «نزلة عنك»، ثم اختصر الاسم إلى «عنك» سنة 1315هـ/1897م. |
| قصير العمارنة          | القوصية   | فُصلت عن ناحية بني عمران سنة 1236هـ/1821م. |
| منشأة خشبة             | القوصية   | فُصلت عن ناحيتي المنشأة الكبرى والتتالية سنة 1351هـ/1932م. |
| نزالي جانوب            | القوصية   | فُصلت عن ناحية القوصية سنة 1237هـ/1822م. |
| أبو كريم               | ديروط     | فُصلت عن ناحيتي دشلوط ودلجا سنة 1351هـ/1932م. |
| الحوطا الشرقية         | ديروط     | فُصلت عن ناحية ديروط الشريف سنة 1230هـ/1815م، ثم انقسمت حديثًا إلى شرقية وغربية. |
| الحوطا الغربية         | ديروط     | فُصلت عن ناحية ديروط الشريف سنة 1230هـ/1815م، ثم انقسمت حديثًا إلى شرقية وغربية. |
| المحمودية              | ديروط     | فُصلت عن ناحية بانوب ظهر الجمل سنة 1348هـ/1929م. |
| المطاوعة               | ديروط     | فُصلت عن ناحية بني عمران سنة 1263هـ/1847م. |
| خارفة                  | ديروط     | فُصلت عن ناحية صنبو سنة 1259هـ/1843م. |
| ديروط                  | ديروط     | فُصلت عن ناحية بني يحيى بحري سنة 1303هـ/1886م باسم «ديروط المحطة». |
| زاوية هارون            | ديروط     | فُصلت عن ناحية سرقنا سنة 1230هـ/1815م باسم «نزلة أبو هارون»، ثم تغير الاسم إلى «زاوية هارون» سنة 1279هـ/1863م. |
| شلش                    | ديروط     | فُصلت عن ناحية ديروط الشريف سنة 1263هـ/1847م. |
| عرامية الخضيري         | ديروط     | فُصلت عن ناحية العرامية سنة 1230هـ/1815م. |
| كوم بوها بحري          | ديروط     | فُصلت عن ناحية بني عمران قلانس سنة 1230هـ/1815م. |
| مزينة                  | ديروط     | فُصلت عن ناحية بني عمران قلانس سنة 1230هـ/1815م. |
| نزلة العوامر           | ديروط     | فُصلت عن ناحية الحوطة سنة 1279هـ/1863م. |
| نزلة بدوي              | ديروط     | فُصلت عن ناحية ببلاو سنة 1279هـ/1863م. |
| نزلة سرقنا             | ديروط     | فُصلت عن ناحية سرقنا سنة 1230هـ/1815م. |
| نزلة ظاهر              | ديروط     | فُصلت عن ناحية ببلاو سنة 1277هـ/1861م. |
| نزلة عبد الله          | ديروط     | فُصلت عن ناحية ببلاو سنة 1327هـ/1909م. |
| نزلة فرج محمود         | ديروط     | فُصلت عن ناحية ببلاو سنة 1278هـ/1862م. |
| نزلة مصطفى عبد الحليم  | ديروط     | فُصلت عن ناحية ديروط الشريف سنة 1280هـ/1864م. |
| التناغة                | ساحل سليم | فُصلت عن ناحية بويط سنة 1230هـ/1815م. |
| الرويجات               | ساحل سليم | فُصلت عن ناحية بويط سنة 1278هـ/1862م. |
| الشامية                | ساحل سليم | فُصلت عن ناحية نزلة الملك سنة 1230هـ/1815م. |
| الغريب                 | ساحل سليم | فُصلت عن ناحية العونة سنة 1259هـ/1843م. |
| اللوقا                 | ساحل سليم | فُصلت عن ناحية العونة سنة 1259هـ/1843م. |
| المطمر                 | ساحل سليم | فُصلت عن ناحية العونة سنة 1230هـ/1815م. |
| النزلة المستجدة        | ساحل سليم | فُصلت عن ناحية ساحل سليم سنة 1243هـ/1828م. |
| تاسا                   | ساحل سليم | فُصلت عن ناحية بويط سنة 1230هـ/1815م. |
| دير تاسا               | ساحل سليم | فُصلت عن ناحية بويط سنة 1230هـ/1815م. |
| نزلة الشيخ شحاتة       | ساحل سليم | فُصلت عن ناحيتي الشامية وساحل سليم سنة 1323هـ/1905م. |
| نزلة باخوم             | ساحل سليم | فُصلت عن ناحية بويط سنة 1279هـ/1863م. |
| الأبلق                 | صدفا      | فُصلت عن ناحية مجريس سنة 1351هـ/1932م. |
| البارود شرق            | صدفا      | فُصلت عن ناحية طما سنة 1230هـ/1815م، ثم انقسمت حديثًا إلى شرق وغرب. |
| البارود غرب            | صدفا      | فُصلت عن ناحية طما سنة 1230هـ/1815م، ثم انقسمت حديثًا إلى شرق وغرب. |
| البربا                 | صدفا      | فُصلت عن ناحية طما سنة 1230هـ/1815م. |
| الدوير                 | صدفا      | فُصلت عن ناحية صدفا سنة 1230هـ/1815م، ورجّح محمد رمزي أنها شُيّدت على أطلال مدينة «قهقوه» القديمة التي كانت قاعدة لإحدى كور مصر القديمة. |
| الشناينة               | صدفا      | فُصلت عن ناحية طما سنة 1230هـ/1815م. |
| الكوردي                | صدفا      | فُصلت عن ناحية طما سنة 1230هـ/1815م. |
| الوعاضلة               | صدفا      | فُصلت عن ناحية طما سنة 1230هـ/1815م. |
| أولاد إلياس            | صدفا      | فُصلت عن ناحية طما سنة 1230هـ/1815م. |
| بني فيز                | صدفا      | فُصلت عن ناحية صدفا سنة 1230هـ/1815م. |
| كردوس                  | صدفا      | فُصلت عن ناحية طما سنة 1230هـ/1815م. |
| كوم أبو حجر            | صدفا      | فُصلت عن ناحية طما سنة 1243هـ/1828م. |
| كوم إسفحت              | صدفا      | فُصلت عن ناحية دير الجنادلة سنة 1230هـ/1815م. |
| كيمان سعيد الشرقي      | صدفا      | في سنة 1230هـ/1815م، فُصلت ناحيتان عن ناحية طما باسم «كوم سعيد الشرقي» و«كوم سعيد طما». وفي سنة 1323هـ/1905م، جُمعت الناحيتان باسم «كيمان سعيد». |
| مجريس                  | صدفا      | فُصلت عن ناحية صدفا سنة 1230هـ/1815م. |
| السهريج                | منفلوط    | فُصلت عن ناحية بني شقير سنة 1230هـ/1815م. |
| العزية                 | منفلوط    | فُصلت عن ناحية مسرع سنة 1230هـ/1815م. |
| المدور                 | منفلوط    | فُصلت عن ناحية بلوط سنة 1230هـ/1815م. |
| بني سند                | منفلوط    | فُصلت عن ناحية بني حسين سنة 1230هـ/1815م. |
| بني مجد                | منفلوط    | تأسست سنة1230هـ/1815م باسم «بني كلب»، وتغير الاسم سنة 1350هـ/1931م إلى «بني مجد». |
| جزيرة المعابدة البحرية | منفلوط    | فُصلت عن ناحية أم القصور سنة 1340هـ/1921م. |
| دمنهور                 | منفلوط    | فُصلت عن ناحية بني شقير سنة 1230هـ/1815م. |
| كوم بوها قبلي          | منفلوط    | فُصلت عن ناحية منفلوط سنة 1243هـ/1828م. |
| نزلة رميح              | منفلوط    | فُصلت عن ناحية نوة قرار سنة 1230هـ/1815م. |

## قرى العصر الجمهوري
قرى العصر الجمهوري هي القرى التي استحدثت بعد سقوط الحكم الملكي في مصر.
- نزلة دوينة، أبو تيج
- أولاد علي، أسيوط
- منشأة البداري، البداري
- نجع زريق، البداري
- العطيات القبلية، الفتح
- الكلابات، الفتح
- الناصرية، الفتح
- تل أولاد سراج، الفتح
- جزيرة الأكراد، الفتح
- بني هلال، القوصية
- عرب الجهمة، القوصية
- نجع خضر، ديروط
- نجوع السدادرة، صدفا
- عرب العمايم، منفلوط

## قرى اندثرت في محافظة أسيوط
| القرية           | ملاحظات |
| ---------------- | --- |
| البتينة          | ذكرها ابن مماتي وابن الجيعان في الأعمال الأسيوطية، وأرضها اليوم تابعة لناحية بويط.                                                  |
| البقلية          | ذكرها ابن الجيعان في الأعمال المنفلوطية، وأرضها اليوم داخل حيّز مدينة منفلوط.                                                        |
| الحمام           | ذكرها ابن مماتي في أعمال الأشمونين، وأرضها اليوم تابعة لناحية ديروط الشريف.                                                         |
| الحمرا           | فُصلت عن مدينة أسيوط في التربيع العثماني كبلدة مستقلة، ولكنت مع توسع مدينة أسيوط حديثًا دخلت الحمرا في حدود مدينة أسيوط.              |
| القطاطية         | ذكرها ابن الجيعان في الأعمال الأسيوطية، ومحلها اليوم «حوض قطيطة» التابع لناحية منقباد.                                              |
| الوليدية         | فُصلت عن مدينة أسيوط في التربيع العثماني كبلدة مستقلة، ولكنت مع توسع مدينة أسيوط دخلت الوليدية في حدود مدينة أسيوط سنة 1352هـ/1933م. |
| ببشاي            | ذكرها ابن الجيعان في الأعمال الأسيوطية، ورجّح محمد رمزي أنها كانت محل ناحية النخيلة اليوم.                                           |
| تمرة والرمال     | ذكرها ابن دقماق وابن الجيعان في الأعمال المنفلوطية، وأرضها اليوم تابعة لناحية منفلوط.                                               |
| جزيرة دروة سربام | ذكرها ابن الجيعان في أعمال الأشمونين، وأرضها اليوم تابعة لناحيتي نزلة العوامر والحوطا.                                              |
| جمريس            | ذكرها ابن دقماق وابن الجيعان في الأعمال المنفلوطية، وهي اليوم جزء من مدينة منفلوط.                                                  |
| كوم الحمتية      | ذكرها ابن دقماق في الأعمال المنفلوطية، ومحلها اليوم «نزلة الحما» التي أصبحت جزء من مدينة منفلوط.                                    |